# Ибузир Гляван
Ибузир Гляван (греч. Ιβούζηρος Γλιαβάνος) — хазарский каган, правивший в нач. VIII века. Имя (в греческой передаче) приводится в анонимном византийском сочинении «Краткие исторические заметки» VIII века. Единственный каган, о котором сохранилась относительно подробная информация, что связано с его вмешательством в борьбу вокруг византийского трона.
Оказал помощь свергнутому византийскому императору Юстиниану II, когда тот бежал из Херсона, где находился в ссылке. Выдал за него свою сестру Феодору (имя в крещении) и предоставил убежище на хазарской территории — в Фанагории. Затем под уговорами действующего императора Апсимара Тиверия изменил своё решение и попытался убить Юстиниана, но тот был предупреждён женой. Отослав беременную жену обратно к брату, Юстиниан бежал к дунайским болгарам и с их помощью в 705 году воцарился в Константинополе.
Дальнейшие отношения между монархами не во всём ясны. Каган вернул сестру и родившегося сына, за которыми Юстиниан прислал целый флот. Вскоре после этого он посетил Константинополь, где был с почётом принят и награждён. В это же время он принял под протекторат Херсон, жители которого опасались гнева Юстиниана. В городе при сохранении местного самоуправления появился хазарский чиновник — тудун. В 710 году Юстиниан захватил Херсон, казнив местную знать, а тудуна отослал в Константинополь. Опасаясь дальнейших планов Юстиниана, жители других крымских городов обратились к кагану за помощью. В 711 году он остановил разгром Херсона византийской армией. Попытка Юстиниана примириться, вернув тудуна, потерпела крах, поскольку тот был захвачен мятежниками и погиб в пути, что вызвало гнев хазар. К хазарам бежал херсонский ссыльный Вардан, провозгласивший себя императором. Каган отпустил его, получив за него от восставших большой выкуп, после чего Вардан воцарился в Константинополе.
Эпизод является наиболее ярким проявлением политического влияния Хазарии, хотя в дальнейшем вмешательства подобного рода не повторялись. Полагают, что его результатом стало упрочение союзных хазаро-византийских отношений и восстановление сфер влияния в Крыму (уход хазар из Херсона).
Конец правления Ибузира Глявана неизвестен, оно могло длиться до 730 года, когда в источниках упомянута регентша Парсбит, а двумя годами — позже каган Вирхор.
В историографии XIX века П. Г. Бутковым высказана мысль, что к кагану относится выражение «время Бусово» в «Слове о полку Игореве».